# مزداوند
مزداوند یا مزدوران یا مرزداران شهری در بخش مرزداران شهرستان سرخس استان خراسان رضوی ایران است.
این شهر در جنوب غربی سرخس قرار دارد. از نظر سابقه سکونتی و منشأ قومی با منطقه مشرق و شمال سرخس تفاوت‌های زیادی دارد. شهر مزداون در زمره دهستان‌های بسیار قدیمی شهرستان سرخس محسوب می‌شده است و دارای موقعیت سوق‌الجیشی مهم و به منزله دروازه ورودی سرخس به‌شمار می‌رود. بخش عمده‌ای از مردم این شهر فارسی و برخی دیگر بلوچی و ترکی صحبت می‌کنند.

## تاریخچه
از قرائن وشواهد چنین استنباط می‌شود که این شهر از قرون اولیه اسلامی و قرار گرفتن در جاده ابریشم شهرت فراوانی داشته است. اکنون مزدوران از مناطق مهاجرپذیر شهرستان سرخس محسوب می‌شود.
قدامه بن جعفر، درگذشتهٔ ۳۲۰ هجری قمری از مزدوران به عنوان یکی از منازل اصلی بین سرخس - نیشابور چنین یاد می‌کند، «از نیشابور به بغیس چهار فرسنگ است و از بغیس به حمراء شش فرسنگ و از حمراء به مثقب طوس پنج فرسنگ و از مزدوران به اوگینه (رباط شرف)هشت فرسنگ و از اوگینه به شهر سرخس شش فرسنگ و از سرخس…»
قدمت و ایجاد این شهر را عوامل و زیر سازهای خاص طبیعی از جمله، واقع شدن در جاده ابریشم و جاده فعلی سرخس - مشهد، وجود چشمه‌های آب و موقعیت سوق‌الجیشی بی‌بدیل این منطقه تعیین کرده است.
هانری دو بلوک ویل (HENRY DE BLOQUEVILLE) فرانسوی و میرزا محمدحسین مهندس، هر دو در گزارش‌های خود از مرزداران به عنوان یک قلعه استحفاظی یاد می‌کنند.

### مزداوند زادگاه احتمالی زرتشت
امروزه بیشتر دانشمندان بر آنند که زرتشت بین ۱۰۰۰ تا ۱۲۰۰ سال پیش از میلاد، در خوارزم به دنیا آمده و می‌زیسته است. البته در هیچ متنی تصریح نشده است که ایرانویج همان خوارزم است. نخستین کسی این نظریه را مطرح کرد مارکوارت بود. هنینگ این نظریه را گسترش داد و بر آن بود که خوارزم بزرگ تنها شامل ناحیهٔ معروف خوارزم نبوده، بلکه نواحی گسترده‌تری تا مرو و هرات را در برمی‌گرفته است. در یشت‌های اوستا چند بار از رود دایتی به عنوان رودی که زرتشت در کنار آن می‌زیسته، نام برده شده است. اسم اصلی و ایرانی این رود باید وخشو باشد صورت سانسکریت آن اوخشینت است و کلمهٔ اُکسوس (Oxus) که جغرافی‌نویسان قدیم یونان و روم در مورد این رود به کار برده‌اند، مأخوذ از همین واژهٔ ایرانی است. برخی از دانشمندان رود اکسوس را با رود جیحون یکسان دانسته‌اند اما برخی دیگر از دانشمندان مانند مارکوارت از توصیف هرودوت از رود اکسوس چنین نتیجه گرفته‌اند که این رودخانه همان رود تجن و شعبهٔ آن هری رود است. نظریهٔ دیگری که مطرح شده از آن هومباخ است. وی با تکیه بر نظر مارکوارت در مورد یکی انگاری رود اکسوس و رود تجن و قبول این نظر هنینگ که زادگاه زردشت در نواحی رود تجن بوده است، بر آن است که درهٔ رودخانهٔ کشف رود که شعبهٔ غربی تجن است، احتمالاً ایرانویج به‌شمار می‌رفته است. این محل در ناحیه‌ای بوده است که فعلاً در آنجا مزداوند در حدود ۱۰۰ کیلومتری شرق مشهد و در نیمه راه سرخس قرار داد. هومباخ نام مزداوند را مشتق از مزدا (اهورامزدا) می‌داند و می‌نویسد که مزداوند بر گردنه‌ای قرار دارد که درهٔ کشف رود را از دشت ترکمنستان جدا می‌سازد و از این رو، مرز سنتی میان ایران و توران را تشکیل می‌دهد.

## جمعیت
بر پایه سرشماری عمومی نفوس و مسکن در سال ۱۳۹۵ جمعیت این شهر ۱٬۲۴۱ نفر (در ۳۲۹ خانوار) بوده است.